# Suaeda vermiculata
Suaeda vermiculata  es una especie de planta con flor, halófita, de la familia de las Amaranthaceae. Es endémica del sur de África.

## Descripción
Es un arbusto que alcanza un tamaño de 0,4-1 (-1.8) m de altura, con tallos leñosos en la base, muy ramificado, con tallos extensos, no enraiza en los nodos.

## Ecología
Se encuentra en los enanos matorrales costeros dominados por especies de Suaeda así como en sitios salinos continentales, llanuras de arena, pedregales, ramblas del desierto; a una altitud de 0-400 metros, en Canarias y Cabo Verde; Norte de África; Arabia, Socotra; Irak, Jordania, Palestina hacia el este de la India y desde Senegal y Mauritania, Malí, Chad a Sudán, Kenia, Etiopía, Somalia.

## Taxonomía
Suaeda vermiculata fue descrito por Forssk. ex J.F.Gmel. y publicado en Onomat. Bot. Compl. 8: 798. 1776.
Etimología
Suaeda: nombre genérico que proviene de un antiguo nombre árabe para la especie Suaeda vera y que fue asignado como el nombre del género en el siglo XVIII por el taxónomo Peter Forsskal.
vermiculata: epíteto latino  que significa "como un gusano.
Sinonimia
- Chenopodium alexandrinum Desf. ex Moq.
- Dondia fruticosa (Forssk. ex J.F.Gmel.) Druce
- Lerchia fruticosa (Forssk. ex J.F.Gmel.) Medik.
- Lerchia obtusifolia Steud.
- Lerchia vermiculata Kuntze
- Salsola annularis Poir.
- Salsola globulifolia Poir.
- Salsola helenae Bory ex Schult.
- Salsola mollis Desf.
- Salsola sativa Moq.
- Salsola sedifolia Salisb.
- Schoberia fruticosa (Forssk. ex J.F.Gmel.) C.A.Mey.
- Suaeda fruticosa Forssk. ex J.F.Gmel.
- Suaeda mesopotamica Eig
- Suaeda mollis (Desf.) Delile[6]

## Nombres comunes
- almajo común, almajo dulce, sosa fina de Andalucía, sosa prima.[7]